# Pelzhandel auf der Irbit-Messe

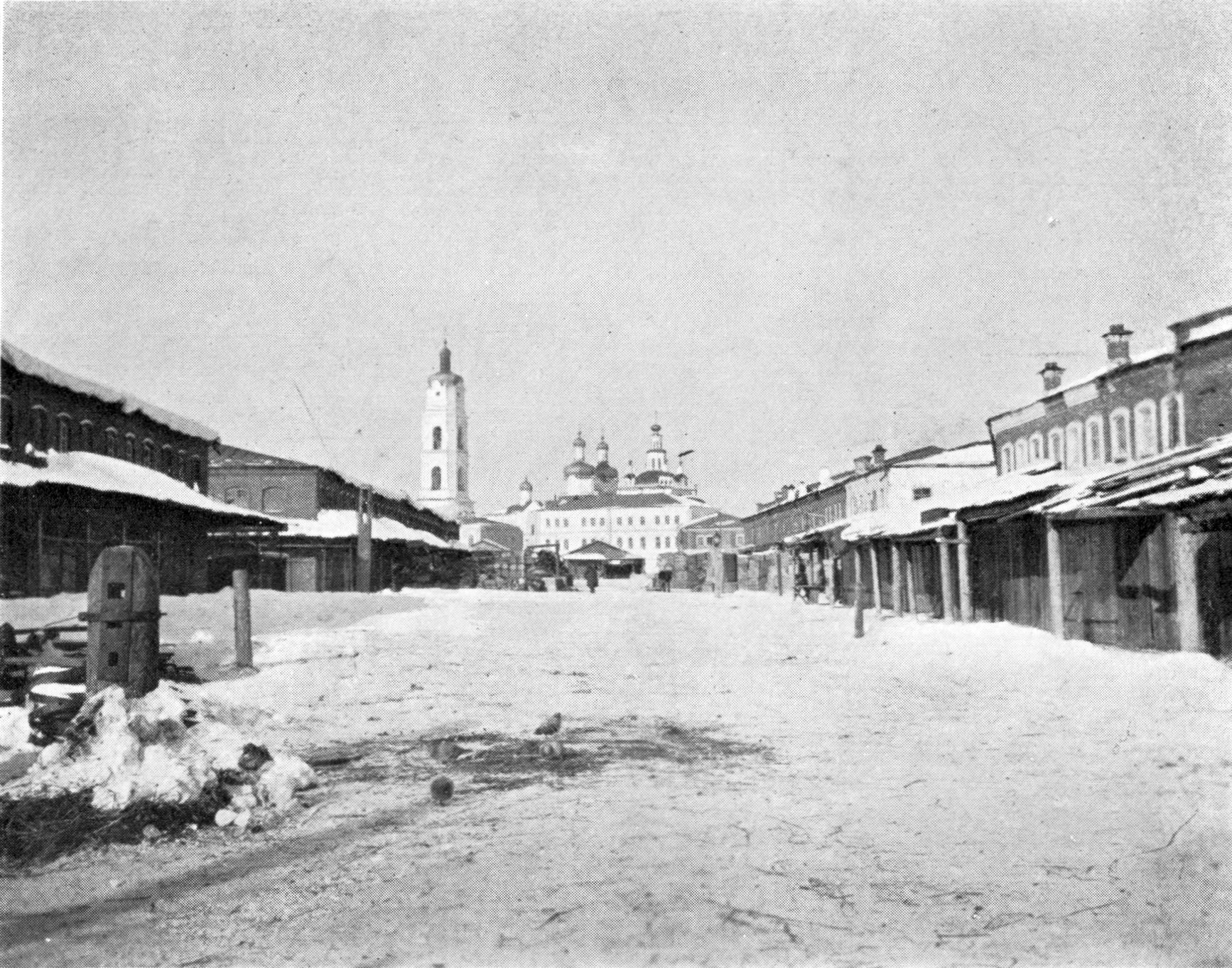
Messegelände (vor 1914)

Der Pelzhandel auf der Irbit-Messe war der eigentliche Anlass zur Gründung der Irbiter Messe, errichtet während der Regierungszeit des Zaren Michael I. (1596–1645). Sie erzielte Anfang des 20. Jahrhunderts einen erheblichen Gesamtumsatz, der jedoch deutlich kleiner war als auf dem, die Pelzmesse in Nischni Nowgorod umfassenden, Jahrmarkt. Obwohl sie weitab vom Verkehr liegt (kein Wasser- und anfangs noch ohne Bahnanschluss), war Irbit, nicht nur für sibirische Rauchwaren, die Felle von pelztragenden Tieren, die wichtigste Messestadt Russlands, und der bedeutendste Umschlagplatz. Der Handel mit diesen Fellen gab der Irbit-Messe ihre internationale Bedeutung. Die Messedauer betrug knapp einen Monat (25. Januar bis etwa 20. Februar, bei Bedarf bis 1. März).

## Allgemein
In Russland gab es annähernd 4300 Messen und Märkte, von denen etwa 800 mehr als nur lokale Bedeutung hatten. 180 davon galten als Großmärkte und etwa ein Dutzend wurde von ausländischen Besuchern frequentiert. Auf fast allen Märkten wurden Felle gehandelt.
Der Pelzmarkt als Teil des Jahrmarkts in Irbit stand in engem Zusammenhang mit dem 1633 gegründeten Jahrmarkt westlich, etwa 1600 Kilometer entfernt gelegenen Nischni Nowgorod, auf dem Pelzfelle ebenfalls der größte Exportartikel waren. Auch hier ging die meiste Ware direkt an den Verbrauchsort, aber vor allem bei Pelzwaren erreichte manche, in Irbit nicht verkaufte, Ware Nischni Nowgorod. Anfang des 20. Jahrhunderts war die Bedeutung Irbits für den Pelzhandel größer als für Nischni Nowgorod. In Nischni Nowgorod wurde wegen des späten, nach der Irbit-Messe liegenden Termins, viel nachgefallene Ware angeboten. Die Bedeutung Nischni Nowgorods lag vor allem im Handel mit zentralasiatischem, kaukasischem und russischen Pelzwerk und den groblockigeren Krimmern.
Anders als in Makarjew, das völlig abbrannte und in Nischni Nowgorod weiter geführt wurde, konnte die Irbiter Messe 1790 nach einem alles vernichtenden Feuer zwei angefragten Verlagerungen, nach Jekaterinburg oder Tjumen, entgehen. Mit Hilfe der Kaiserin entstand ein neuer, größerer Kaufhof mit etwa 400 Buden.
1680 und 1690 erbaute die russische Krone einen hölzernen Kaufhof und verbot bald den Handel außerhalb und nahm 10 Prozent Abgabe vom Wert der Ware. Der Kaufhof umfasste damals 203 große und 26 kleine Läden, jeder 5 Meter breit. Vor dem Kaufhof befand sich dazu eine Menge Buden mit Kleinhandel. Anfang des 19. Jahrhunderts wurde der hölzerne Kaufhof durch einen aus Stein ersetzt, neue Gebäude kamen nach und nach hinzu. 1847 wurde die Geschäftsabwicklung durch eine Zweigstelle der Staatsbank während der Messezeit gefördert. Als die russische Staatsbank 1848 begann, den Mitgliedern der Gilden ungesicherte Vorschüsse zu geben, was die Abwicklung der Geschäfte sehr erleichterte, nahm die Messe einen großen Aufschwung.
In den Ort, der nur etwa 2000 Einwohner beherbergte, kamen zur Jahrmarktszeit um die 67.000 Besucher. Nach dem Anschluss an die Bahnlinien Jekaterinburg – Tjumen (1896) und vor allem der Großen Sibirischen Eisenbahn war die Monopolstellung Irbits für die Versorgung Sibiriens verloren gegangen, jedoch kamen jetzt fast alle sibirischen Händler auf die hiesige Messe. Die Bahnfahrt in den sibirischen Luxuszügen von Moskau aus, mit Umstieg in Jekaterinburg, dauerte drei Tage und vier Nächte. Der Londoner Kürschner George R. Cripps schrieb 1913: „Die Eisenbahn fährt bis nach Kamishlov. Die Strecke von Kamishlov nach Irbit muss im Schlitten zurückgelegt werden, und man braucht zwei Tage, um die 73 Meilen zurückzulegen. Vielleicht aus diesem Grund scheinen nur wenige Engländer diesen Markt zu besuchen. Ich kenne nur einen, der dies regelmäßig tut.“ Um 1900 gab es keine Hotels im eigentlichen Sinn, Reisende fanden fast nur in Privathäusern Unterkommen und Verpflegung. Selbst bei bescheidenen Ansprüchen war der Aufenthalt sehr teuer.

## Geschichte

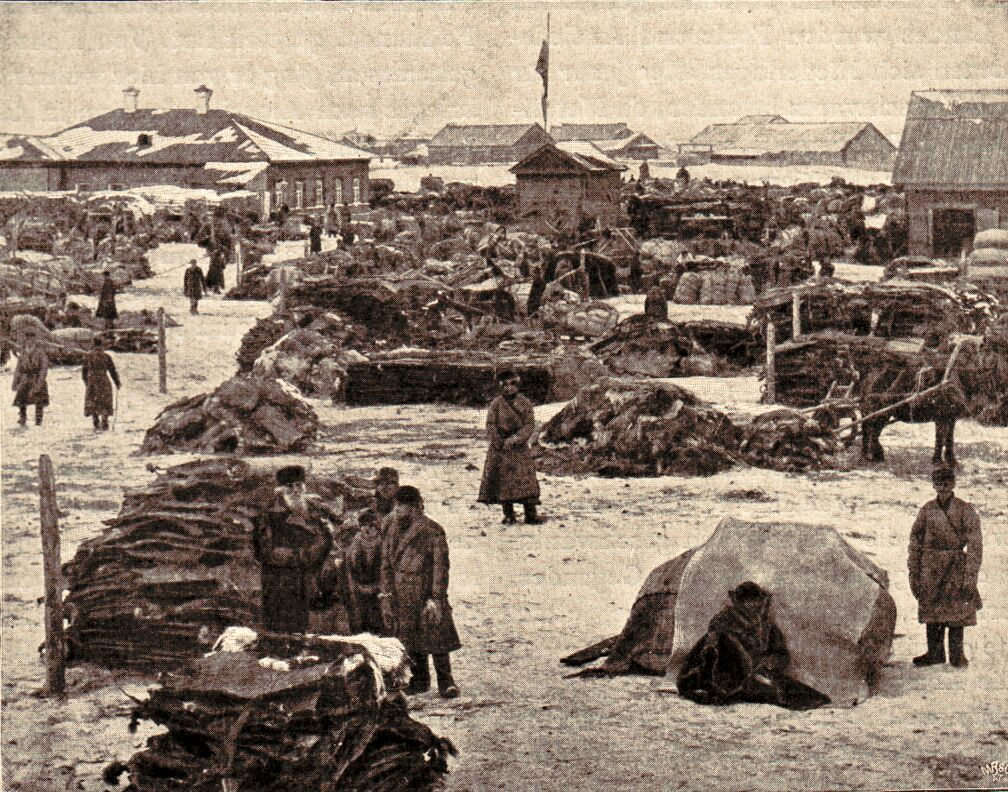
Rohe Häute, wie Rinds- oder Rosshäute, wurden aus gesundheitlichen Gründen am Rand der Stadt, am Ufer der Niza, gelagert.

Der bereits in Irbit bestandene Markt wurde 1643 durch einen Ukas des Zaren anerkannt. In der zweiten Hälfte des 17. Jahrhunderts gelangten bereits, außer russischen und sibirischen, bucharische und chinesische Waren auf den Markt.
Irbit, am Flüsschen gleichen Namens gelegen, ist von schiffbaren Flüssen weit entfernt. Die Irbiter Gegend reicht jedoch an die äußerste Grenze der Schiffbarkeit der sibirischen Ströme und nähert sich am meisten den schiffbaren Flüssen des europäischen Russlands. Dies spielte eine wichtige Rolle bei der Entstehung Irbits als Fellhandelsplatz. Die Kosaken, die Sibirien auf ihrer Suche nach wertvollen Pelzfellen eroberten, zogen mit ihren Barken über Land an Wasserscheiden an Stellen, an denen die Entfernungen besonders kurz waren. Von der Tschussowaja zum Tagil transportierte Jermak, der „Eroberer Sibiriens“, mit seinen Leuten die Boote über den Ural, die Stelle liegt nur wenig nördlich von Irbit. Der Ort, inmitten einer Waldregion liegend, bot damals ebenfalls reichlich Ausbeute an Fellen von Fuchs, Bär, Wolf, Zobel, Marder, Biber und anderen. Die Zobel dieser Gegend sollen als die besten überhaupt gegolten haben. 1907 hieß es, dass noch in etwa immer die gleichen Waren angeboten wurden wie auf der Messe von 1725, dabei die sibirischen Pelzwaren mit beinahe allen zu der Zeit gehandelten Sorten. Da auf der Messe die Zobelfelle nicht in verschiedene Qualitäten sortiert verkauft wurden, musste der Interessent für allerfeinste Partien zusammen mit den sogenannten Oberköpfen häufig mehrere hundert Stück mittlere und gewöhnliche Qualitäten erstehen. Von 300 Fellen waren vielleicht nur 30 bis 50 prima Ware. Trotzdem galt der Kauf eines derartigen Sortiments auf dem Pelzhandelszentrum Leipziger Brühl „als große Errungenschaft“, selbst wenn beim Verkauf nur ein kleiner Nutzen erzielt werden konnte. Der Leipziger Händler war stolz, mit so feiner Ware zur Ostermesse aufwarten zu können.
Auf der Irbiter Messe wurden jährlich mehrere 100.000 Zobelfelle angeboten. Infolge der schonungslosen Jagd waren diese Mengen immer mehr zurückgegangen, von 1910 bis 1913 waren es im Jahr nur noch 20.000 bis 25.000 Felle. Das beunruhigte den Handel letztlich derart, dass die Irbiter Rauchwarenhändler eine Eingabe an die Regierung machten, die Zobel vor der endgültigen Ausrottung zu schützen. Die kaiserliche russische Regierung verbot deshalb die Zobeljagd vom 1. Februar 1912 bis zum 1. Oktober 1916. Zu Beginn der 1920er Jahre wurden durch die Sowjetregierung Schonzeiten und umfassende Schutzmaßnahmen, wie beispielsweise Zobelreservate, verfügt. Über einige Jahrzehnte war der Zobel praktisch vom Weltmarkt verschwunden. Die ersten Tibetlammfelle gingen um 1880 als Fellkreuze über Irbit und Kiachta zur Pelzmesse in Nischni Nowgorod und nach Moskau.
Seit etwa um 1903 kam den Rauchwarenhändlern in Irbit insofern eine ganz besondere Ausnahmestellung zu, als nur der Fellhandel es geschafft hatte, seine Bedeutung für die Irbiter Messe unverändert zu erhalten. für andere Artikel war der Umsatz an dem abgelegenen Ort auffallend rasch zurückgegangen. Irbit blieb für das Fellgeschäft des östlichen Erzeugungsgebiets überaus wertvoll. Die größte Anzahl der Verkäufer auf der Messe waren die Händler von Manufakturwaren aus dem europäischen Russland (etwa 100), gefolgt von den sibirischen Verkäufern von Pelzwerk (etwa 70). Die etwa 200 Händler, die zugleich kauften und verkauften, kamen zum größten Teil aus Sibirien. Sie boten neben Pelzwerk, Fellen und Häuten, Fische und andere tierische Produkte an und nahmen Manufaktur-, Kolonial- und Eisenwaren mit. Etwa 50 wurden aufgeführt als gleichzeitige Käufer und Verkäufer von Pelzwerk. Von den sibirischen Anlieferungen waren zwei Drittel Rauchwaren, 1907 bedeutete das einen Umsatz von etwa 4,5 Millionen Rubel.
In Irbit kam ein Drittel aller sibirischen Waren zusammen, die Pelzwaren machten etwa 40 bis 50 Prozent des Gesamtumsatzes des Marktes aus. Die hier angebotenen Felle kamen aus Teilen des nördlichen Russlands und aus dem ganzen westbaikalischen Sibirien einschließlich großer Teile des jakutskischen Gebiets. Auch Transbaikalien, das Amurland und das Küstengebiet waren vertreten, wenn auch von dort viele Felle nach Osten in amerikanische Hände gingen, beispielsweise die aus Kamtschatka. Aus Transbaikalien wurden Feh und einige andere Fellarten auch direkt nach China gebracht. Von den jährlich insgesamt anfallenden 2½ Millionen einer bestimmten Sorte Murmelfelle kam die Hauptmenge auf den Irbiter Markt. Bis etwa Ende des 19. Jahrhunderts waren es ausschließlich Sibirier, die direkt oder durch in die Taiga und Tundra entsandte Agenten die Felle den Jägern erwarben und in Irbit durch Kommissionäre verkaufen ließen, bis die Großhändler begannen, häufig selbst vor Ort die Felle aufzukaufen. Diese verkauften sie dann weiter, direkt oder durch Kommissionäre, an die Verbrauchsplätze in Russland und des Auslands, vor allem nach Leipzig. Auch versuchten um diese Zeit manche, die Irbiter Messe zu umgehen. So brachten zum Beispiel zwei größere Firmen, die vor allem in der Gegend von Jakutsk aufkauften, ihre Ware direkt nach Moskau, wo auch einige andere Sibirier Warenlager unterhielten. Dies waren besonders Händler aus dem Gebiet am Nordostende des Baikalsees, das für die Qualität seiner Pelztiere berühmt ist. So kosteten beispielsweise die Zobel aus Irkutsk, Bargusinsk und Witimsk 115 bis 250 Rubel, einige sogar 500 und mehr. Zu gleicher Zeit kosteten Zobelfelle vom Altai 40 bis 60 Rubel, die vom Jenissei nur 23 bis 26 Rubel. Ein Nachteil des Kaufs direkt vor Ort war auch, dass die Felle in kleinen Mengen unsortiert anfielen, aber spätestens der Endverarbeiter sie gleichmäßig sortiert benötigte. Bereits 1893 gingen einmal 17.000 Zobelfelle direkt nach Moskau, in den darauffolgenden Jahren wurden auf der Irbiter Messe nur wenige Zobel angeboten. Moskau war jedoch weiterhin mit der Preisgestaltung von Irbit abhängig, wenn auch die damalige Einschätzung, Moskau „hat noch lange keine Aussicht ein selbständiger Pelzmarkt zu werden, wie Irbit und Nischnij-Nowgorod“, nur bedingt zutraf. Letztlich wurde St. Petersburg mit der staatlichen Handelsgesellschaft Sojuzpushnina das große russische Pelzhandelszentrum. Die meisten Verkäufer hielten schon deshalb an Irbit fest, weil hier die Kunden zu ihnen kamen. Von Moskau aus müssten sie diese womöglich selbst in deren Orten besuchen.
Auf der ersten Stufe dieses Handels, dem Kauf beim Fallensteller oder Jäger, richtete sich der Preis nicht so sehr nach dem Weltmarktpreis, als auch nach dem Ergebnis der Jagd. Die Käufer waren gezwungen, den Jägern wenigstens so viel in Lebensmitteln, Pulver und Blei, auch Branntwein, zu zahlen, dass sie für die kommende Jagdsaison versorgt waren. Bei Geschäften dieser Art waren für die Händler überraschende Gewinne, aber auch Verluste, je nach Messelage nicht selten. Verkäufer von Murmelfellen machten zum Beispiel 1901 Gewinne von bis zu 300 Prozent, hervorgerufen durch eine Modeänderung und einen, auch Fehfellen zugestandenen, Ausnahmetarif beim Export.

### Der Leipziger Brühl und Irbit
Als um die Mitte des 19. Jahrhunderts der bis dahin hauptsächlich auf den Pelzhandel in China ausgerichtete russische Rauchwarenhandel sich auf westliche Länder ausdehnte, reimportiere Russland teilweise die veredelten Felle zu deutlich höheren Preisen aus Leipzig, da es in Russland keine leistungsfähige Veredlungsindustrie gab. Diese entstand erst nach 1932.
Die Haupthandelsplätze für russische Pelzfelle waren bis in die erste Hälfte des 20. Jahrhunderts die Messestädte Irbit, Nischni Nowgorod und Leipzig. Seit dem 19. Jahrhundert waren in Leipzig alle Zweige des Rauchwarengewerbes maßgebend vertreten und die Stadt „wird der führende Stapel- und Umschlagplatz der russisch-sibirischen Pelze und der maßgebende kontinentale für amerikanisches und sonstiges außereuropäisches Pelzwerk“. Leipziger Handelshäuser waren nicht nur auf den Märkten von Nischni Nowgorod und Irbit regelmäßig vertreten. Sie hatten über ganz Russland ein Netz von Agenten eingerichtet, so dass ein Großteil der Felle nicht auf die Messen kam, sondern direkt nach Deutschland exportiert wurde. Im Jahr 1905 waren in Irbit unter den ausländischen Messebesuchern sieben aus Leipzig. Zu den übrigen hieß es: „Es besuchen zwar gelegentlich auch Pariser, Londoner oder amerikanische Pelzkäufer die Irbiter Messe, doch nicht regelmäßig und wohl mehr der Reklame halber, wie als größere Käufer. Was Amerika kauft (schätzungsweise 10 Prozent der Leipziger Käufe), ersteht es gewöhnlich durch Vermittlung von Moskauer Kommissionären.“

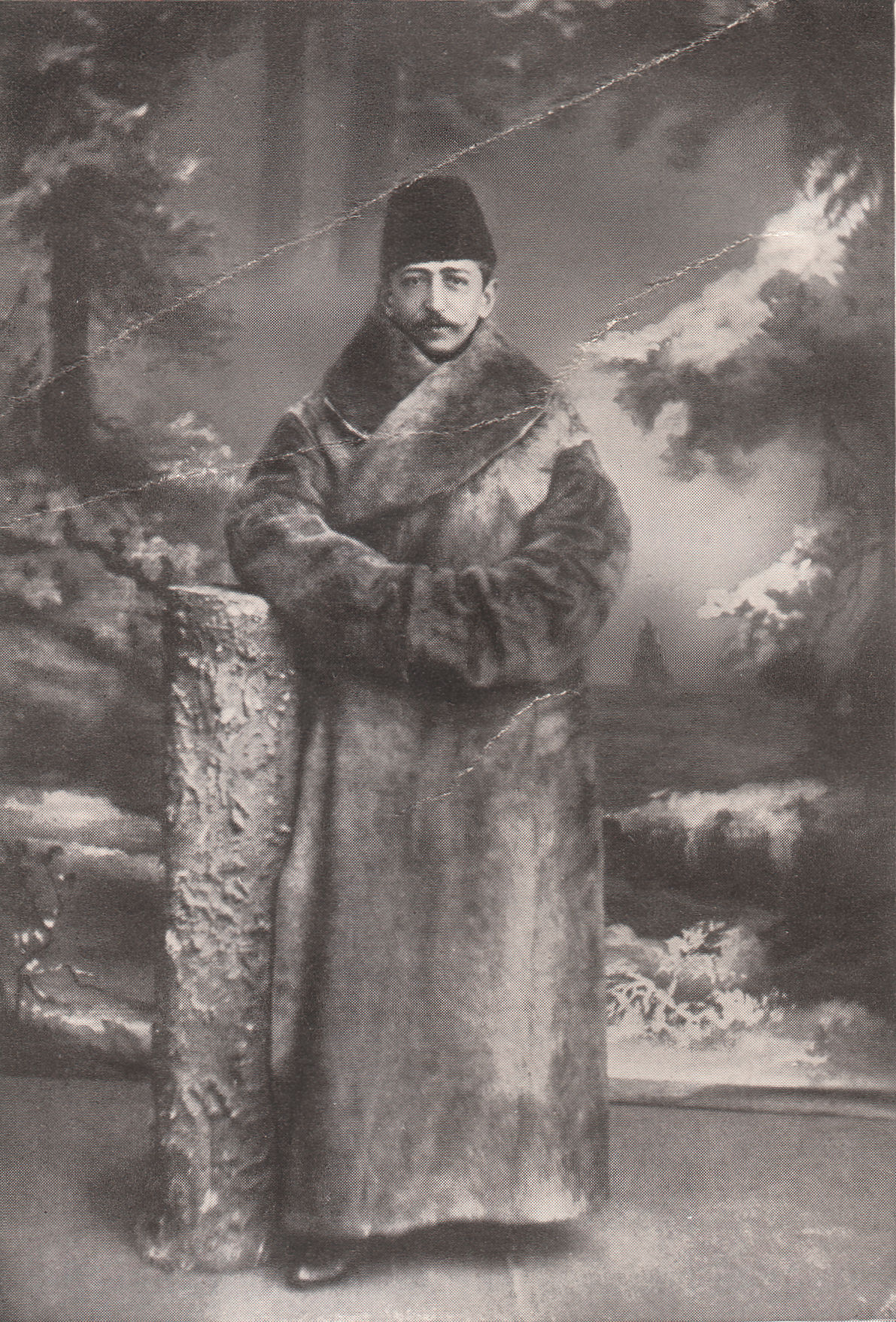
Fell- und Borstenhändler Joseph Garfunkel im Seeottermantel auf der Messe in Irbit

Auf der Messe in Nischni Nowgorod war den Leipzigern alles recht vertraut, dort wickelte sich der Geschäftsbetrieb ähnlich ab wie zuhause. In Irbit dagegen war ihnen alles fremd, Budenviertel, Käufergemeinschaft und Handelsgebaren. Als Garfunkel das erste Mal nach Irbit reiste, herrschten zudem 45 Minusgrade. Auf der letzten Wegstrecke der langen, zeitraubenden Fahrt musste der Pferdeschlitten benutzt werden, die Reisenden eingehüllt in dicke Fahrpelze, russisch Dachas, Noch länger unterwegs waren die Händler aus der Schweiz, Frankreich, Großbritannien und den USA. Regelmäßige Leipziger Kunden waren Harmelin, Ariowitsch, Königswerther, Reichenstein, die Leipziger Filiale der amerikanischen Firma Ullmann sowie G. Gaudig & Blum.
Anfang des 20. Jahrhunderts kamen die ersten Nachrichten vom Irbiter Messebetrieb alljährlich im Depeschenstil nach Leipzig, der Rest fand sich „ratenweise“ ausführlicher ein. 1913 beispielsweise kannte man in Leipzig die ersten „mageren Meldungen über Marktstimmung und -preise bereits in der ersten Februarwoche, währen eine vollständige Übersicht über den Verlauf, über Angebote, Umsätze, und über die gesamte Wirtschaftslage der Messe Sibiriens erst im Mai zuverlässig vorlag. Im Gegensatz zu den regelmäßigen Zufuhrlisten von Leipzig und London, kennen die Irbiter keine Kataloge. Nur vereinzelt, und dann nicht selten ohne greifbare Unterlagen, kaum annäherungsweise richtig, werden die mutmasslichen Fellernten kurz vor der Messe in dem Interessentenkreise von Mund zu Mund bekannt. Folgerichtig tritt in der Preisbildung auf dem sibirischen Pelzmarkte Klarheit erst während der Veranstaltung selber ein, wohingegen die Erstgebote der englischen Auktionen veröffentlicht werden, sobald der Betrieb selbst aufgenommen werden soll.“
Nicht so angenehm war den Leipzigern auch der den vielen anderen Branchen geschuldete frühe Nischni Nowgoroder Messetermin (28. Juli). Frische Wildwarenfelle konnte man im Spätsommer nicht erwarten. Ohnehin verkehrten dort zwischen November und April keine Schiffe, so dass diese Zeit für eine Messe nicht infrage kam. So traf sich die Branche zum günstigeren Termin im Februar in Irbit. Die dort erworbene frische Ware kam gerade rechtzeitig zu der für Leipzig wichtigen Ostermesse. Von Garfunkel ist berichtet, dass er in Irbit den Hauptteil der Fellernte aufkaufte und in Nischni Nowgorod das, was gegen Ende der Jagdsaison angefallen war. So ergänzten sich beide Märkte, aber nur die großen Rauchwarenhandlungen konnten es sich leisten, beide Messen zu besuchen, die meisten mussten sich für eine entscheiden. War ein Händler auf eine Fellart spezialisiert, fiel die Entscheidung leichter. Ein Lammfellgrossist beispielsweise brauchte nicht nach Irbit zu fahren, wer sibirische Rauchwaren wollte dagegen schon. Der Aufenthalt der Gäste in Irbit dauerte einige Zeit, manchmal vielleicht etwas verlängert durch den Besuch der angebotenen Lustbarkeiten. Als der junge Rauchwarenhändler Jury Fränkel etwa 1917 das erste Mal mit seinem Vater hierher kam, dauerte ihr Aufenthalt vierzehn Tage, wobei die zweite Woche hauptsächlich dem Verpacken und Versenden der eingekauften Felle diente. Wie der Vater anmerkte, begründeten die regelmäßigen Besuche als Hauptkäufer in Irbit seinen Ruf in der Branche.
Leipziger Gelegenheitskäufer hatten es hier nicht einfach, obwohl zumindest in den Anfangsjahren jede Ware ausreichend für alle vorhanden war. Zur ersten Sichtung ließ man nur die alten Kunden zu. Stammkunden, waren zwar überall privilegiert, nirgendwo aber so offensichtlich wie in Irbit. Ursprünglich diente es wohl dazu, zu verhindern, dass jemand der Kundschaft die weite Heimreise ohne die gewünschte Ware antreten musste. Formal wurden die Felle als unsortiert verkauft, jede Partie (300 Stück) enthielt etwa 50 wertvolle und 250 weniger wertvolle Felle, wofür natürlich auch eine gewisse Sortierung notwendig war. Die Warenbesichtigung, ähnlich wie auf dem Brühl, fand unter freiem Himmel statt. Anders als in Leipzig, prinzipiell wurde hier ein „wolkenfreier Himmel“ abgewartet – im Februar ein Problem. Besonders Schneefall konnte den Handel häufig tagelang zum Erliegen bringen.
Vor dem Ersten Weltkrieg wurden über 80 Prozent des gesamten russischen Fellexports über den Leipziger Platz gehandelt. Moshe Newiasky erklärte die Tatsache, dass so große Fellmengen erst über Leipzig nach Amerika und Frankreich und nicht direkt dorthin gingen, zum einen durch die geografische Nachbarschaft, zum anderen durch Gründe psychologischer Natur. Die deutschen Agenten hätten aufgrund ihrer Sprachkenntnisse besser mit den „barbarischen Handelsmethoden“ der russischen Kaufleute umgehen können, was ihnen gleichzeitig ermöglichte, Betrügereien besser zu erkennen. Nach der Kriegsunterbrechung hatte sich 1927 der Handel mit Russland erholt, vor 1931 waren es wieder 45 bis 50 Prozent, 25 bis 30 Prozent gingen weiter nach Großbritannien auf den Londoner Rauchwarenmarkt Garlick Hill und nur wenige Prozent in die USA. Dem Wert nach waren Rauchwaren der weitaus wichtigste Einfuhrposten Russlands nach Deutschland. Als Importeur von Rauchwaren aus Deutschland trat Russland, naheliegenderweise, gar nicht in Erscheinung, auch der vor dem Krieg nicht unbedeutende Export nach Russland von Pelzkonfektion fand so gut wie nicht mehr statt. In der deutschen Einfuhr stand Russland 1927 an erster Stelle, seit 1930 war es auch der wichtigste Lieferant für Lamm- und Schaffelle. Große Sorge machte den vielen sächsischen Pelzveredlern, dass immer mehr der russischen Felle bereits veredelt ausgeführt wurde. Die wirtschaftlichen Verhältnisse hatten die vom Pelzveredlungsgewerbe gezahlte Lohnsumme von 1929 bis 1930 extrem, von 19 auf 11 Millionen Mark, zurückgehen lassen. Die am Brühl angestrebte Umsatzsteigerung wurde mit dem Zweiten Weltkrieg abrupt unterbrochen, anschließend hatte Leipzig, nun in der DDR, für den Fellhandel nur noch eine geringe Bedeutung, ein kleiner Teil russischer Felle kam nach einiger Zeit wieder auf die neu eingeführten Leipziger Auktionen.

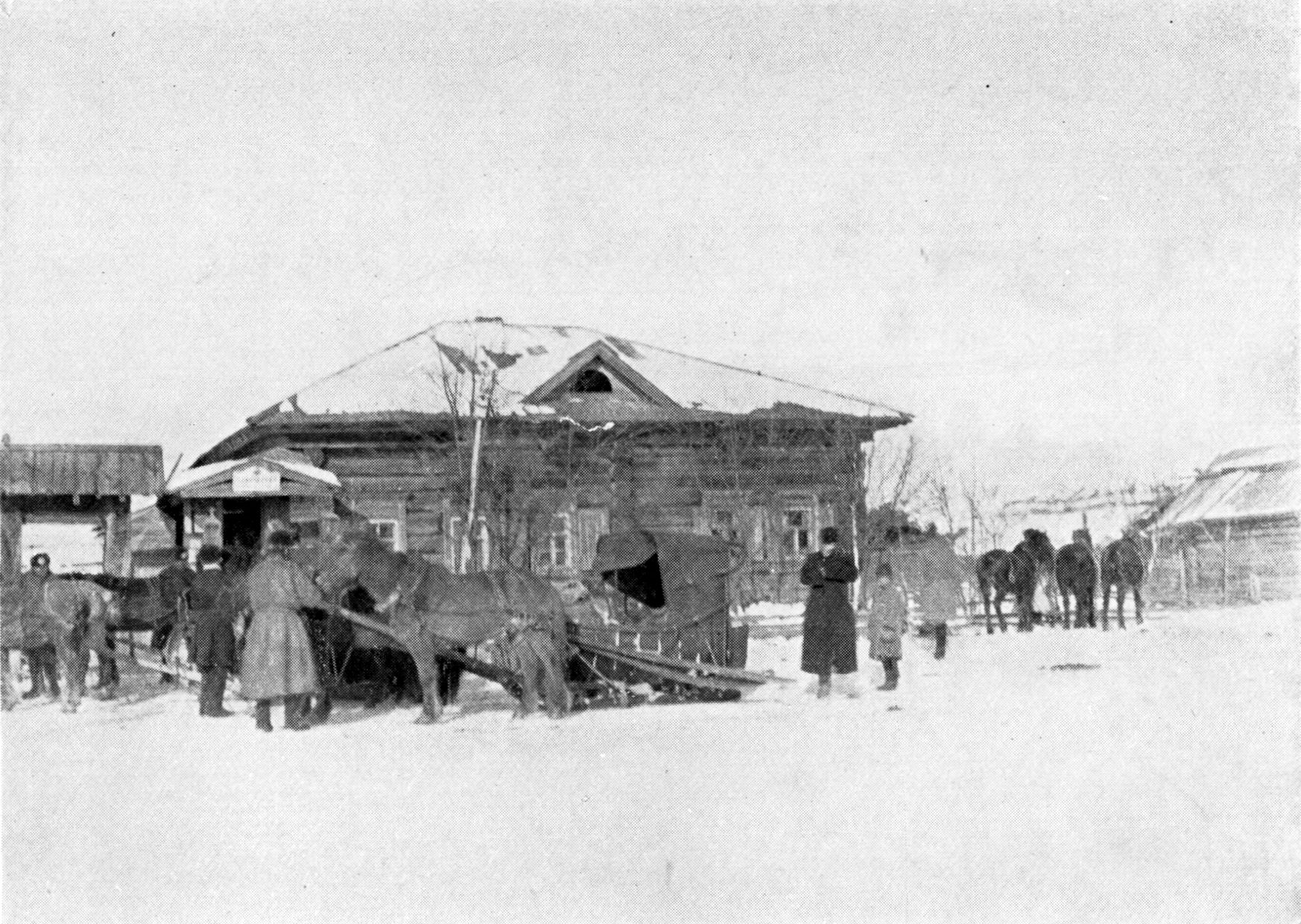
Abreise im überdachten Schlitten (1913)

## Zahlen und Fakten
- 1850 kamen unter anderem auf den Irbiter Markt: 108.000 Hermelinfelle und 43.600 Zobelfelle.[6]
- 1860 waren es unter anderem: 56.000 Hermelinfelle und 5150 Zobelfelle.[6]
- 1876 waren es: 5.000.000 graue Eichhörnchenfelle (Feh), 215.000 Hermelinfelle, 300.000 Hasenfelle, 83.000 Fuchsfelle, 750.000 Marderfelle der verschiedenen Arten, 12.000 Zobelfelle und 200.000 sonstige Felle.[6]
- 1880 waren es unter anderem: 24.000 Hermelinfelle und 3150 Zobelfelle[6]

|                                | 1901      | 1902      | 1905      | 1906      |
| Europäische Waren              |           |           |           |           |
| ------------------------------ | --------- | --------- | --------- | --------- |
| Pelzbekleidung                 | 200.000   | 300.000   | 200.000   | 100.000   |
| Lederarbeiten                  | 800.000   | 600.000   | 750.000   | 850.000   |
| Sibirische Waren               |           |           |           |           |
| Rauchwaren                     | 4.463.310 | 4.768.920 | 4.538.400 | 4.558.000 |
| Rind- und Pferdehäute, roh     | 283.077   | 200.000   | 350.000   | 260.000   |
| Schaf- und Ziegenhäute, roh    | 197.868   | 100.000   | 170.000   | 240.000   |
| Borsten                        | 420.000   | 180.000   | 230.000   | 700.000   |
| Pferdehaar und Mähnen          | 108.130   | 70.000    | 110.000   | 73.000    |
| Asiatische Waren               |           |           |           |           |
| Kleine Hammelfelle („Dreibel“) | 25.000    | 20.000    | 20.000    | 15.000    |

|                                                          | Stück           | Einheitspreis Rubel | Gesamtwert Rubel |  |
| -------------------------------------------------------- | --------------- | ------------------- | ---------------- |  |
| Eichhornschwänze (Fehschweife, nach Gewicht)             | 1.275 Pud!      | 180 bis 390         | 275.000          |  |
| Eichhorn (Feh)                                           | Stück 5.033.000 | 0,13 bis 0,32       | 905.000          |  |
| Hasen                                                    | 1.080.000       | 0,20 bis 0,25       | 246.000          |  |
| Zobel                                                    | 46.500          | 13 bis 150          | 1.237.000        |  |
| Hermelin                                                 | 110.000         | 0,75 bis 1,20       | 107.000          |  |
| Murmel                                                   | 760.000         | 0,40 bis 1,30       | 367.000          |  |
| Kolinski                                                 | 150.000         | 1,20 bis 1,35       | 191.000          |  |
| Iltis                                                    | 200.000         | 0,50 bis 0,52       | 102.000l         |  |
| Gewöhnliche Füchse                                       | 23.000          | 4 bis 14            | 139.000          |  |
| Schwarzfuchs                                             | 50              | 150 bis 400         | 14.000           |  |
| Eisfuchs                                                 | 44.000l         | 6 bis 8             | 325.000          |  |
| Kreuzfuchs                                               | 3.000           | 1,10                | 3.000            |  |
| Wolf                                                     | 4.600           | 4 bis 10            | 21.000           |  |
| Bär                                                      | 2.000           | 13 bis 24           | 37.000           |  |
| Katze                                                    | 60.000          | 0,30 bis 0,33       | 19.000           |  |
| Marder                                                   | 2.700           | 8 bis 8,50          | 22.000           |  |
| Rentier                                                  | 27.000          | 1,60 bis 4,10       | 58.000           |  |
| Diverse: Korsak, Dachs, Tibetlamm, Vielfraß, Biber u. a. | -               | -                   | 450.000          |  |

|                                                          | Stück           | Einheitspreis Rubel | Gesamtwert Rubel |
| -------------------------------------------------------- | --------------- | ------------------- | ---------------- |
| Eichhornschwänze (Fehschweife, nach Gewicht)             | 1.270 Pud!      | 305 bis 400         | 433.000          |
| Eichhorn (Feh)                                           | Stück 4.080.000 | 0,15 bis 0,35       | 866.000          |
| Hasen                                                    | 800.000         | 0,20 bis 0,26       | 186.000          |
| Zobel                                                    | 52.000          | 13 bis 300          | 1.250.000        |
| Hermelin                                                 | 250.000         | 1,40 bis 1,65       | 382.000          |
| Murmel                                                   | 910.000         | 0,33 bis 1,10       | 350.000          |
| Kolinski                                                 | 100.000         | 0,83 bis 1,00       | 92.000           |
| Iltis                                                    | 225.000         | 0,38 bis 0,45       | 93.000           |
| Gewöhnliche Füchse                                       | 37.000          | 4 bis 15            | 227.000          |
| Schwarzfuchs                                             | 400             | 40 bis 300          | 68.000           |
| Eisfuchs                                                 | 17.000          | 1,10 bis 1,15       | 108.000          |
| Kreuzfuchs                                               | 11.000          | 5,25 bis 7,25       | 12.000           |
| Wolf                                                     | 4.600           | 4,50 bis 11         | 30.000           |
| Bär                                                      | 2.000           | 12 bis 20           | 32.000           |
| Katze                                                    | 75.000          | 0,30 bis 0,37       | 25.000           |
| Marder                                                   | 8.000           | 7,50 bis 8,10       | 62.000           |
| Rentier                                                  | 11.500          | 2,15 bis 4,50       | 35.000           |
| Diverse: Korsak, Dachs, Tibetlamm, Vielfraß, Biber u. a. | -               | -                   | 466.000          |

|                                                          | Stück           | Einheitspreis Rubel | Gesamtwert Rubel |  |
| -------------------------------------------------------- | --------------- | ------------------- | ---------------- |  |
| Eichhornschwänze (Fehschweife, nach Gewicht)             | 1.540 Pud!      | 335 bis 500         | 590.000          |  |
| Eichhorn (Feh)                                           | Stück 4.640.000 | 0,26 bis 0,48       | 1.486.000        |  |
| Hasen                                                    | 750.000         | 0,27 bis 0,32       | 225.000          |  |
| Zobel                                                    | 12.800          | 20 bis 250          | 539.000          |  |
| Hermelin                                                 | 60.000          | 2,25 bis 3,20       | 168.000          |  |
| Murmel                                                   | 600.000         | 0,55 bis 0,60       | 330.000          |  |
| Kolinski                                                 | 80.000          | 1,25 bis 1,50       | 110.000          |  |
| Iltis                                                    | 150.000         | 0,36 bis 0,42       | 60.000           |  |
| Gewöhnliche Füchse                                       | 24.000          | 5 bis 11            | 182.000          |  |
| Schwarzfuchs                                             | 150             | 50 bis 300          | 34.000           |  |
| Eisfuchs                                                 | 16.500          | 1,50 bis 8,50       | 102.000          |  |
| Kreuzfuchs                                               | 30.000          | 0,90 bis 1,10       | 30.000           |  |
| Wolf                                                     | 6.000           | 4 bis 12            | 31.000           |  |
| Bär                                                      | 1.000           | 10 bis 18           | 14.000           |  |
| Katze                                                    | 150.000         | 0,38 bis 0,40       | 60.000           |  |
| Marder                                                   | 10.000          | 8 bis 8,75          | 85.000           |  |
| Rentier                                                  | 8.500           | 2 bis 5             | 26.000           |  |
| Diverse: Korsak, Dachs, Tibetlamm, Vielfraß, Biber u. a. | -               | -                   | 415.000          |  |
| Fertiges Pelzwerk aus Eichhorn (Feh)                     | -               | -                   | 340.000          |  |

|                                                          | Stück           | Einheitspreis Rubel | Gesamtwert Rubel |
| -------------------------------------------------------- | --------------- | ------------------- | ---------------- |
| Eichhornschwänze (Fehschweife, nach Gewicht)             | 1.580 Pud!      | 250 bis 650         | 490.000          |
| Eichhorn (Feh)                                           | Stück 3.895.000 | 0,32 bis 0,54       | 1.625.000        |
| Hasen                                                    | 800.000         | 0,33 bis 0,36       | 272.000          |
| Zobel                                                    | 12.500          | 33 bis 250          | 780.000          |
| Hermelin                                                 | 200.000         | 2,50 bis 3,60       | 610.000          |
| Murmel                                                   | ?               | 0,53 bis 0,55       | ?                |
| Kolinski                                                 | ?               | 1,80 bis 1,95       | ?                |
| Iltis                                                    | 150.000         | 0,48 bis 0,62       | 82.500           |
| Gewöhnliche Füchse                                       | 35.000          | 4 bis 11,50         | 203.000          |
| Schwarzfuchs                                             | 100             | 50 bis 150          | 12.000           |
| Eisfuchs                                                 | 10.000          | 1,50 bis 14,50      | 79.000           |
| Kreuzfuchs                                               | 25.000          | 0,90 bis 0,95       | 22.000           |
| Wolf                                                     | 6.300           | 5 bis 15            | 36.000           |
| Bär                                                      | 1.000           | 20                  | 20.000           |
| Katze                                                    | 300.000         | 0,50                | 150.000          |
| Marder                                                   | 10.500          | 12 bis 15           | 137.000          |
| Rentier                                                  | 15.500          | 2 bis 8             | 38.000           |
| Diverse: Korsak, Dachs, Tibetlamm, Vielfraß, Biber u. a. | -               | -                   | 348.000          |
| Fertiges Pelzwerk aus Eichhorn (Feh)                     | -               | -                   | 350.000          |

- Anmerkungen: „Die niedrigsten Stückpreise beziehen sich häufig auf Felle ohne Schwanz, wie sie zum Beispiel bei Eichhörnchen, aber auch bei Füchsen geliefert werden. Die Schwänze werden besonders verkauft oder dienen auch den Eingeborenen als Verzierungen.“

„Leider weist gerade in diesen Warengruppen der Jahrmarktsbericht statistisch augenscheinliche Fehler auf, so dass diese Zahlen mit Vorsicht zu verwerten sind.“
„Während im allgemeinen nur die in natura gehandelten Waren aufgeführt sind, ist bei einigen Pelztieren von der Regel abgewichen worden. So sind von den aufgeführten Murmeltierfellen nur etwa 20.000 am Platze gewesen, die übrigen sind nach Muster verkauft und von der Mongoleigrenze aus gleich an die Bestimmungsorte versandt worden. Dasselbe war auch 1906 für Murmeltiere der Fall und in geringerem Umfange auch für Eichhornfelle und Eichhornschwänze. Dass die Rubrik Pelzwerk aus Eichhornfell erst 1905 und 1906 erscheint, liegt daran, dass die [damals] seit einigen Jahren vorhanden starke Nachfrage nach Eichhorn mehr dazu führt, dass das Ausland fertige Eichhornpelze, die früher in großen Mengen getragen zu werden pflegten, zu erstehen sucht; daher hat sich darin in den letzten Jahren das vermerkte größere Geschäft entwickelt.“
„Aus den vorstehenden Tabellen ergibt sich zunächst für 1906 trotz der beiden fehlenden Rubriken eine höhere Umsatzziffer im Pelzhandel, als in der ersten Tabelle angegeben ist; die Ziffer in der Letzteren ist aber offenbar aus der Addition einiger Zahlen entstanden.“
- 1913, dem letzten Jahr vor dem Ersten Weltkrieg, betrug der Umsatz an Pelzwaren in Irbit 7,5 Millionen Rubel,[1] die Bezahlung erfolgte hier noch immer ganz überwiegend mit Bargeld. Dies war auch das letzte Jahr vor der Inschutzstellung des Zobels. Es gelangten etwa 11.000 Zobelfelle in den Verkauf, ungefähr 1000 mehr als im Vorjahr. In Russland mit den traditionell meisten Verbrauchern von Zobelpelzen herrschte inzwischen, wie es hieß, „unvermeidliche Zobelnot“. Um den Rückimport der in Leipzig zugerichteten Felle zu erleichtern, wurden diese Felle bevorzugt nach Russland hereingelassen, wo sie ausnahmslos zur Kontrolle nach Moskau gingen. Dort wurden sie verzollt und der vor dem 1. Februar 1913 erfolgte Fang durch Stempel bescheinigt.[13]